# Duits Olympisch Ereteken

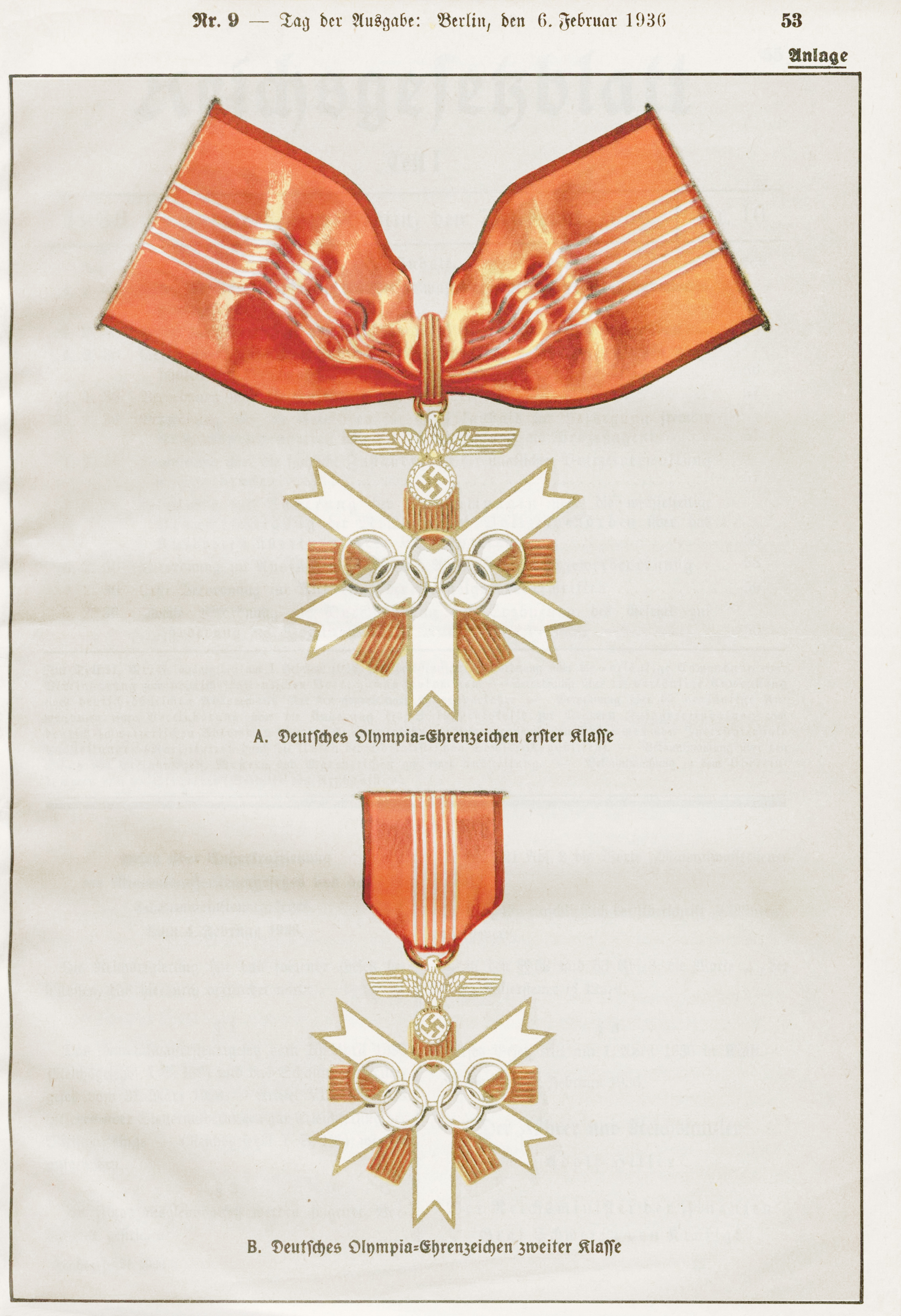
Olympisch Ereteken zoals dat officieel werd vastgesteld in 1936

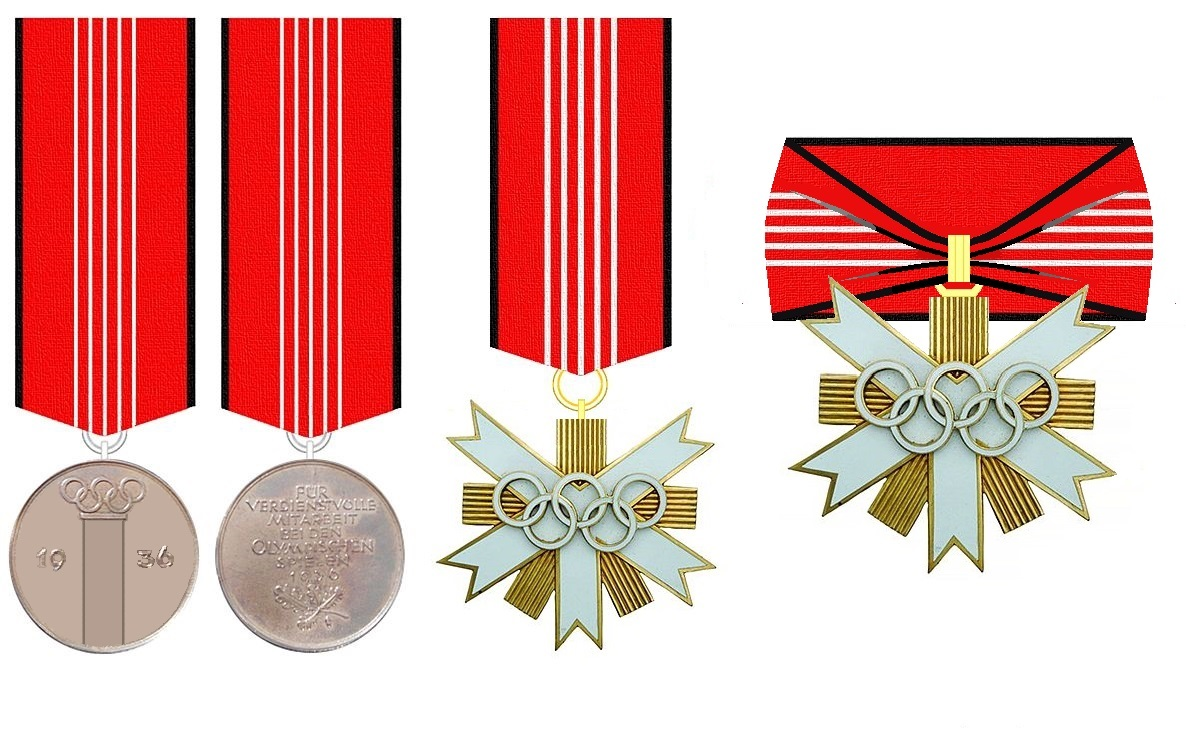
Duits Olympisch Ereteken: De gedenazificeerde Herinneringsmedaille, IIe Klasse en Ie Klasse van na 1957

Het Duits Olympisch Ereteken, (Duits: Deutsche Olympia-Ehrenzeichen) werd in een verordening van de Duitse "Führer en Reichskanzler" Adolf Hitler gesticht op 4 februari 1936 als een bijzondere onderscheiding voor prestaties bij het tot stand komen van de IVe Olympische Winterspelen in Garmisch-Partenkirchen en als de Spelen van de XIe Olympiade in Berlijn die in 1936 werden georganiseerd.

## Graden
Er zijn twee graden en een medaille.
- Ie Klasse: Voor zeer bijzondere verdienste bij het organiseren van de spelen. Dit kruis werd 767 maal toegekend.[5][6][7]
- IIe Klasse: Voor bijzondere verdienste bij het organiseren van de spelen. Dit kruis werd 3.364 maal toegekend.[5][6][8]
- De Duitse Olympische Herinneringsmedaille, "Erinnerungsmedaille für die Olympischen Spiele für verdienstvolle Mitarbeit" geheten, uitgereikt aan medewerkers die niet in aanmerking kwamen voor de Ie en IIe Klasse. Er werden 54.915 medailles toegekend.[9][5][6][10]

## Het versiersel
Het door professor Waldemar Raemisch ontworpen verguld bronzen ereteken bestaat uit vijf wit geëmailleerde balken en de vijf ringen van het symbool van de Olympische beweging. Als verhoging is het wapen van het Duitse Rijk, een adelaar met een swastika (symbool) in de klauwen, geplaatst.
De vijf ringen die als symbool van de moderne Olympische Spelen dienen kregen bij dit ereteken niet de gebruikelijke kleuren, zij zijn wit. In het wapen van nazi-Duitsland is de adelaar niet zwart maar wit met gouden aftekening van de veren. De swastika is eveneens van goud.
In de verordening van 31 juli 1936 werd ook de Duitse Olympische Herinneringsmedaille (Duits: Deutsche Olympia-Erinnerungsmedaille) gesticht. Deze medaille werd aan voor verdienstelijk medewerking aan de organisatie van de spelen toegekend. Op de medaille was een zuil met adelaar, olympische ringen, lauwerkrans en hakenkruis afgebeeld.
De medailles werden in vier uitvoeringen vervaardigd; verzilverd brons, verzilverd koper, verzilverd ijzer en verzilverd metaal, een zinklegering.
De Ie Klasse werd aan een rood lint met zwarte bies en vijf smalle witte strepen om de hals gedragen. Het kruis der IIe Klasse werd alleen op de dag van de uitreiking aan een rood lint met een zwarte bies en vijf smalle witte strepen op de linkerborst gedragen. Daarna droeg men alleen een baton of "bandschnalle" op een uniform. De medaille werd op de linkerborst aan een rood lint met een iets smallere zwarte bies en vijf smalle witte strepen op de linkerborst gedragen Omdat op het lint geen miniatuur of rozet werd gedragen is het verschil tussen Ie en IIe Klasse en de medaille moeilijk te zien.
De onderscheidingen werden door de Kanselarij van de President geadministreerd en verdeeld. Er kwamen zeer veel aanvragen (indertijd niet ongebruikelijk) en voordrachten binnen.

## Bekende dragers van de Ie Klasse

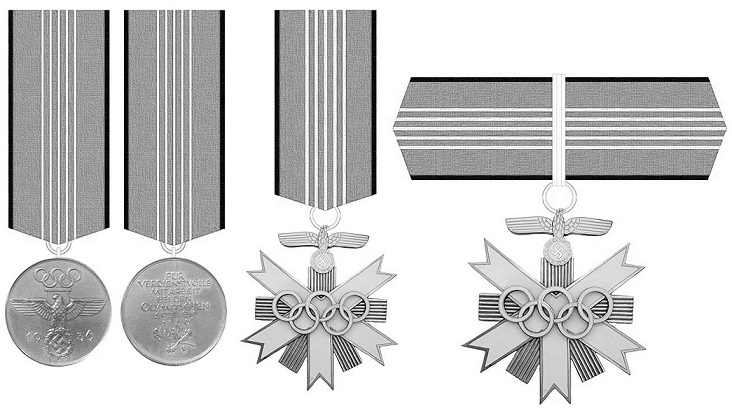
Olympisch Ereteken in het nazi-tijdperk, verboden in 1945

- Carl Diem
- Eduard Dietl
- Josef Dietrich[13]
- Joseph Goebbels
- Hermann Göring
- Johan Laidoner
- Werner March
- Hans von Tschammer und Osten

## Het Olympisch Ereteken na 1945
Tijdens de geallieerde bezetting mochten de eretekens van het Duitse Rijk niet worden gedragen. De Bondsrepubliek Duitsland stelde in de Wet op Titels, Orden en Eretekens van 26 juli 1957 vast dat men deze olympische eretekens in het vervolg mag dragen wanneer het swastika is verwijderd. Voor het verzamelen en tentoonstellen van eretekens met swastika zijn bijzondere regels vastgesteld.